# Czarna Dąbrowa (powiat bytowski)
Czarna Dąbrowa (kaszub. Czôrnô Dąbrowa, niem. Czarndamerow) – wieś kaszubska w Polsce na Pojezierzu Bytowskim, położona w województwie pomorskim, w powiecie bytowskim, w gminie Studzienice.
Wieś jest siedzibą sołectwa Czarna Dąbrowa w którego skład wchodzi również osada Róg. W kierunku zachodnim od Czarnej Dąbrowy jest położone jezioro Czarne Dąbrówno.
W latach 1975–1998 wieś administracyjnie należała do województwa słupskiego.

## Z kart historii
Do roku 1945 wieś znajdowała się w granicach III Rzeszy. Obowiązująca do 1928 roku oficjalna nazwa miejscowości Czarndamerow  została przez propagandystów niemieckich zweryfikowana jako zbyt kaszubska lub nawet polska i w 1928 r. (w ramach odkaszubiania i odpolszczania nazewnictwa niemieckiego lebensraumu) przemianowana na bardziej niemiecką – Sonnenwalde.